# Франсуаза Розе
Франсуаза Розе настоящие имя и фамилия — Банди де Налеш (фр. Françoise Rosay; 19 апреля 1891, Париж, Третья Французская республика) — 28 марта 1974, Монжерон, Франция) — французская актриса

 театра, кино и разговорного жанра, оперная певица. Легендарная фигура французского кино. За свою карьеру снялась более чем в 100 фильмах.

## Биография
Родилась, как внебрачная дочь актрисы Мари-Терез Шовен, известной под сценическим псевдонимом Сильвиак. Её отцом был граф Франсуа Луи Банди де Налеш, который официально признал дочь только в 1938 году.
Окончила Парижскую консерваторию. Изначально планировала стать оперной певицей. В 1911 году дебютировала на сцене парижских театров. Дебют в кино — «Фальстаф» (1911, реж. Анри Дефонтен, Клеман Морис). С 1915 года снималась во многих фильмах режиссёра Жака Фейдера, который стал её мужем («Весёлая вдова», «Большая игра», «Пансион Мимоза» и др.)
В 1917 году получила приз Парижской консерватории и дебютировала, как оперная певица в Опере Гарнье в главной партии в опере «Саламбо» Эрнеста Рейера, также пела в операх «Кастор и Поллукс» Рамо и «Таис» Массне.
С 1929 года начала сниматься в Голливуде.
Во время время Второй мировой войны жила в Англии и Швейцарии. В 1943—1948 годах преподавала курс актёрского мастерства в Женевской консерватории. В 1946 году в Женеве из печати вышли мемуары Франсуазы Розе и Жака Фейдера «Le Cinéma, notre métier».
Франсуаза Розе актриса широкого актёрского диапазона, с успехом играла в комедиях, фарсах, драмах, мелодрамах, триллерах, приключенческих лентах. Лучшие роли сыграла в фильмах Марселя Карне («Странная драма», 1937), Жюльена Дювивье («Бальная записная книжка», 1939), Клода Отан-Лара («Красная таверна», 1951), Теренса Янга, Луиджи Дзампа, Винсента Минелли, Дени де Ла Пательера. За свою карьеру она снималась со многими звёздами французского кино, включая Жана Габена, Мишель Морган, Ремю, Жанна Моро , Даниэль Дарье, Мишлин Прель, Поль Мёрис, Жерар Филип, Луи Жуве, Мишель Симон, Симона Синьоре, Фернандель, Жан-Луи Барро и др.
В 1973 году Франсуаза Розе исполнила роль фрау Дешампс в своём последнем фильме «Пешеход» (реж. Максимиллиан Шелл).

## Награды
- В 1969 году по совокупности заслуг награждена французской кинематографической премией «Хрустальная звезда» .

## Память
- В честь Франсуазы Розе названы улицы в Лиможе, Монпелье, Шеври-Коссиньи, Лонаге и Мартиге .

## Избранная фильмография
- Вампиры / Les Vampires (1915)
- Кренкебиль / Crainquebille (1922)
- Gribiche (1926)
- Двое робких / Les Deux Timides (1928)
- Мадам Рекамье / Madame Récamier (1928)
- Процесс Мэри Дуган / Le Procès de Mary Dugan
- Удача / La Chance (1931)
- Великолепная ложь / The Magnificent Lie (1931)
- Маленькое кафе / Le Petit Café (1931)
- Избранник мадам Юссон / Le Rosier de Madame Husson
- Отец, не подозревает об этом / Papa sans le savoir (1932)
- Аббат Константэн / L’Abbé Constantin (1933)
- Водоворот / Remous (1933)
- Большая игра / Le Grand Jeu (1934)
- Остров / Die Insel (1934)
- Пансион «Мимоза» / Pension Mimosas (1934)
- Торговец любовью / Marchand d’amour (1935)
- Героическая кермесса / La Kermesse héroïque (1935)
- Водоворот желаний / Remous (1935)
- Последние четыре на Санта-Крус / Die letzten Vier von Santa Cruz (1936)
- Секрет Полишинеля / Le Secret de Polichinelle (1936)
- Бальная записная книжка / Un carnet de bal (1937)
- Странная драма / Drôle de drame (1937)
- Мой сын министр / Mein Sohn, der Herr Minister (1937)
- Люди, которые путешествуют / Les Gens du voyage (1938)
- Затравленный фокусник / Fahrendes Volk (1938)
- Ручеёк / Le Ruisseau (1938)
- Рамунчо / Ramuntcho (1938)
- Шахматист / Le Joueur d'échecs (1938)
- День начинается / Le Jour se lève (1939)
- Серж Панин / Serge Panine (1939)
- Жили-были двенадцать женщин / Elles étaient douze femmes (1940)
- Une femme disparaît (1942)
- Дом на полпути / The Halfway House (1944)
- Джонни Француз / Johnny Frenchman (1945)
- Назад на улицы Парижа / Macadam (1946)
- Сарабанда для мёртвых влюблённых / Saraband for Dead Lovers (1948)
- Квартет / Quartet (1948)
- Тайна Бартона / Le Mystère Barton (1949)
- Сентябрьская афера / September Affair (1950)
- Женщина без имени / Donne senza nome (1950)
- Мария Шапделен / Maria Chapdelaine (1950)
- Тринадцатое письмо / The 13th Letter (1951)
- Ничьи дети / I figli di nessuno (1951)
- Красная таверна / L’Auberge rouge (1951)
- Бесстыдный секс / Wanda la peccatrice (1952)
- Кто без греха / Chi è senza peccato (1952)
- Банкет контрабандистов / Le Banquet des fraudeurs (1952)
- Семь смертных грехов / Les Sept Péchés capitaux (1952)
- Королева Марго / La Reine Margot (1954)
- Эта леди / That Lady (1955)
- Современные девушки / Ragazze d’oggi (1955)
- Интерлюдия / Interlude (1957)
- Седьмой грех / The Seventh Sin (1957)
- Я и полковник / Me and the Colonel (1958)
- Игрок / Le Joueur (1958)
- Гусыня из Седана / Die Gans von Sedan (1959)
- Шум и ярость / The Sound and the Fury (1959)
- Глаза любви / Les Yeux de l’amour (1959)
- Разборки среди женщин / Du rififi chez les femmes (1959)
- Стефани в Рио / Stefanie in Rio (1960)
- Полное лечение / The Full Treatment (1960)
- Последняя миссис Чейни / Frau Cheneys Ende (1961)
- Король фальшивомонетчиков / Le Cave se rebiffe (1961)
- Самый длинный день / Le Jour le plus long (1961)
- Превращение мокриц / La Métamorphose des cloportes (1965)
- 25-й час / La Vingt-cinquième heure (1967)
- Не надо принимать хороших детей за диких уток / Faut pas prendre les enfants du bon Dieu pour des canards sauvages (1968)
- Три миллиарда без лифта / Trois milliards sans ascenseur (1972)
- Пешеход / Der Fußgänger (1973)